# Vegaquemada (kommunhuvudort)
Vegaquemada är en kommunhuvudort i Spanien.   Den ligger i provinsen Provincia de León och regionen Kastilien och Leon, i den norra delen av landet, 300 km nordväst om huvudstaden Madrid. Vegaquemada ligger 938 meter över havet och antalet invånare är 477.
Terrängen runt Vegaquemada är huvudsakligen kuperad, men åt sydost är den platt. Vegaquemada ligger nere i en dal. Runt Vegaquemada är det mycket glesbefolkat, med 5 invånare per kvadratkilometer. Närmaste större samhälle är Boñar, 5,4 km norr om Vegaquemada. I omgivningarna runt Vegaquemada växer i huvudsak blandskog.